# Philippe Ceccaldi
Pierre Philippe Ceccaldi (Piana, 1940) és un polític cors. El 1973 fou nomenat director de l'aeroport d'Ajaccio i el 1988 fundà les línies aèries Compagnie Corse Méditerranée. Milità en el grup regional Renaixença Corsa, des del 1992 Còrsega Nova, amb el que fou escollit conseller de l'Assemblea de Còrsega a les eleccions de 1982 a 2004. El 1984 fou encarregat de la conselleria de transports.